# 람빵주
람빵주(태국어: ลำปาง)는 태국 북부에 있는 주(창왓)의 하나이다. 치앙라이 주, 파야우 주, 프래 주, 수코타이 주, 딱 주, 람푼 주, 치앙마이 주와 접한다. 옛 이름은 케랑나콘(Khelang Nakhon)이다.

## 지리
람빵은 왕강의 넓은 계곡에 위치하고 그 주변으로 산지가 있다. 주내에는 탐파타이, 채손, 도이쿤탄 국립공원과 화이딱떼악 생물 보존구가 있다.

## 역사
7세기부터 람빵은 몬족의 하리푼차이 왕국의 도시였다. 11세기에는 크메르 제국이 점령하였고 이후 1292년, 란나타이 왕국의 멩라이 왕 시대에는 타이족의 왕조에 편입되었다. 17~18세기에 란나타이 왕국이 멸망한 후에 버마족의 지배하에 있었다. 18세기 말에 람빵의 지역 지도자가 태국의 새로운 왕과 동맹을 맺고 버마에 반란을 일으켰다. 승리 후에 이 지도자는 옛 란나타이 왕국의 중심지였던 치앙마이의 통치자로 임명되었고 그의 친척이 람빵을 지배하였다. 도시는 계속해서 태국 북부의 정치적, 경제적 중심지의 하나이다. 1892년에 람빵은 태국의 주가 되었다.

## 경제
람빵 주변의 산지에서는 도석, 점토, 갈탄이 풍부하게 산출되기 때문에 광업이 활발하다. 또 이것들을 원료로 한 요업이 번성하고 있다. 람빵과 꼬카 군에는 200개가 넘는 도자기 제조 공장이 산재 하고 있다. 주요 제품은 화분이나 인형 등의 일상 생활 용품, 타일이나 식주 등의 건축 자재, 식기 등이다.
매모 군에서는 지하에 갈탄(리그나이트)이 풍부하게 매장되어 있고 이것을 노천굴로 채굴한다. 광산상에는 태국 최대의 화력 발전소를 건설해, 채굴 후 즉시 연료로서 사용하고 있다.
채홈 군에는 주내에서 생산되는 갈탄과 석회석을 이용한 태국 북부 최대의 콘크리트 공장이 있다. 농업은 벼농사의 외에, 파인애플의 생산이 활발하다.

## 행정 구역
람빵에는 13개의 암프(군)와 더 세부 행정구역인 100개의 땀본 그리고 885개의 무반 (행정 구역)이 있다.
| 1. 므앙람빵군 2. 매모군 3. 꼬카군 4. 슴응암군 5. 응아오군 6. 채홈군 7. 왕느사군 | 1. 토엔군 2. 매피릭군 3. 매타군 4. 솝프랍군 5. 항찻군 6. 므앙판군 |